# Рима бинт Бандар Аль Сауд
Ри́ма бинт Банда́р ибн Султа́н А́ль Сау́д (араб. ريما بنت بندر بن سلطان آل سعود‎; род. 15 февраля 1975, Эр-Рияд, Саудовская Аравия) — посол Саудовской Аравии в США с 23 февраля 2019 года. Ранее занимала должность представителя главы генеральной федерации спорта. Являлась членом Международного олимпийского комитета «Женщины в спорте» и Олимпийского комитета Саудовской Аравии. Внесена в список двухсот самых влиятельных женщин арабского мира по версии журнала Forbes. Она известна как защитник прав женщин в Королевстве.

## Биография
Родилась 15 февраля 1975 года в Эр-Рияде (Саудовская Аравия). Выросла в королевской семье и получила высшее образование в Соединенных Штатах Америки. Её отцом является принц Бандар ибн Султан ибн Абдул-Азиз, экс-глава Внешней разведки Королевства, ныне вышедший в отставку, и подобно дочери, длительное время служивший послом в США. Её родной брат, принц Халид ибн Бандар, служил в должности посла Служителя Двух Святынь в Германии. Рима долгое время являлась генеральным директором компании Alpha International Limited, одного из крупнейших национальных ритейлеров в индустрии моды. Также, она приложила очень много усилий для обеспечения женщинам Королевства доступа к образованию, и журнал Forbes Middle East в 2014 году включил Риму в список двухсот самых влиятельных арабских женщин.
23 февраля 2019 года принцесса Рима стала первой в истории Саудовской Аравии женщиной, которая заняла высокую дипломатическую должность и назначена на пост посла королевства в США. До назначения на должность посла она занимала пост представителя главы Генеральной федерации спорта.
4 июля 2019 года вступила в должность посла Королевства Саудовская Аравия в США. Она стала первой в истории королевства женщиной, возглавившей зарубежное дипломатическое представительство страны.

## Личная жизнь
Рима вышла замуж за Фейсала ибн Турки ибн Насера Аль Сауда и родила троих детей: сына Турки, дочери Сару и Нуру. Они развелись в 2012 году.